# Jones Lang LaSalle
Jones Lang LaSalle (JLL) este o companie de consultanță imobiliară și de brokeraj imobiliar din Statele Unite.
Compania este prezentă în 60 de țări, având 180 de birouri și a raportat venituri de 2,7 miliarde de dolari în anul 2008.
Compania este prezentă și în România, având o cifră de afaceri de 2,8 milioane euro în anul 2008
și 2,3 milioane de euro în 2009.